# كارل هانكه
كارل هانكه (بالألمانية: Karl Hanke)‏ (و. 1903 – 1945 م) هو ضابط، وسياسي ألماني، كان عضوًا في الحزب النازي، وكان عضوًا في شوتزشتافل، توفي عن عمر يناهز 42 عاماً.

## مناصب
تولى منصب عضو مجلس النواب الألماني للجمهورية فايمار، وعضو مجلس النواب الألماني من ألمانيا النازية، وعضو مجلس الشورى الموحد بروسيا.

## الخدمة العسكرية
خدم في حرب مدرعة.

## جوائز
حصل على جوائز منها:
- الوسام الألماني
- وسام الخدمة الطويلة للحزب الاشتراكي الوطني الألماني
- صليب حديدي
- شارة الحزب الذهبية
- وسام الاستحقاق البافاري
- شارة الجرح.

## روابط خارجية
- كارل هانكه على موقع مونزينجر (الألمانية)